# Sideroxylon puberulum
Sideroxylon puberulum là một loài thực vật có hoa trong họ Hồng xiêm. Loài này được A.DC. miêu tả khoa học đầu tiên năm 1844.